# Nicola L
Nicola L (Mazagan, Marroc, 1937) és una artista francesa d'origen magrebí, especialitzada en obres conceptuals, objectes funcionals, instal·lacions, performances i pel·lícules. Viu i treballa a la ciutat de Nova York.

## Formació i estudis
Va estudiar art a l'Académie Julian de París, i posteriorment a l'Escola Nacional Superior de Belles Arts de París. També va estudiar al taller del pintor Jean Souverbie, lloc on va tenir contacte amb artistes del grup “réalisme nouveau”.

## Carrera professional
A partir del 1964 va abandonar la pintura tradicional per desenvolupar els “Pénétrables”, és a dir, uns llenços on l'espectador pot introduir-hi parts del seu propi cos. Nicola L va començar amb aquesta nova tipologia artística a partir del suïcidi del pintor Alberto Greco, succés que la va marcar fortament. Aquestes obres van ser presentades a la Bienal de París del 1966 i han estat les de major èxit i les més ben valorades per la crítica.
A partir del 1967 comença a treballar l'art funcional a partir de la figura humana. Aprofundeix en l'estudi de la dona i el seu rol, treballant el concepte de la dona objecte. D'aquest període destaca l'obra “I am the last women object”(1969), inspirada en el moviment feminista dels anys seixanta.
A partir dels anys setanta va dedicar-se a fer preformances pel carrer, on la gent que passava eren els seus actors.
Una de les últimes performances que ha realitzat és “The Blue Cape Of Human Rights”(2008) al parlament Europeu.
El 2015, tres de les seves obres (Woman Sofa, Little TV woman i Red Coat) han format part de l'exposició “The World Goes Pop”, a la Tate Modern de Londres.

### Obres destacades
Algunes de les seves escultures més destacades són The Eye Lamp (1969), The Woman Dresser (1969), The Eye Table (1970), The Cultivated Head (1980) o The Head Bookcase (1996).
The women sofa (1967) és la seva primera obra que ha estat considerada Art Pop.
L'art funcional ha estat l'altre gran tema del seu treball, com The Hand Sofa (1970-72) i The Head Sofa (1989).
Els anomenats penetrables, a part de ser les obres més icòniques de la seva carrera, també han estat les més celebrades per la crítica. Aclamats per crítics tant rellevants com Pierre Restany (qui fou comissari d'una exposició de l'artista).
Red Coat és un vestit col·lectiu per onze persones, concebut per un concert de Gilberto Gil i Caetano Veloso pel festival de música de l'Illa de Wight (1969). Està pensat perquè els mateixos espectadors formin part de l'obra i interaccionin amb la pell.

### Performances destacades
- 2004 “The Blue Cap”, The Robert Berman Gallery, Arts Santa Monica, CA.
- 2008 “The Blue Cape of Human Rights”, Parlament Europeu, Brussel·les.

## Exposicions destacades
- 1997 ”Vraiment Feminisme et Art “,The Centre d'Art Contemporain de Grenoble. Comissari: Laura Cottingham
- 2005 Brooklyn Art Museum, “Bad Brains at CBGBs”, Rock For Light”, and “Reignition”, Brooklyn, Nova York
- 2009 “Elles@Centre Pomidou Arxivat 2014-03-17 a Wayback Machine.”, Centre Pompidou, Paris, França.
- 2015 “The World Goes Pop”, Tate Modern, Londres, Regne Unit. Comissari; Jessica Morgan.